# Lithostege cinerata
Lithostege cinerata är en fjärilsart som beskrevs av Turati 1924. Lithostege cinerata ingår i släktet Lithostege och familjen mätare. Inga underarter finns listade i Catalogue of Life.